# Pętla konarowa
Pętla konarowa, pętla Reila (łac. ansa peduncularis, ansa Reil) – w anatomii człowieka pasmo istoty białej otaczające od dołu jądro soczewkowate. Biegnie do wewnątrz od torebki wewnętrznej, łącząc przednią część płata skroniowego, ciało migdałowate i korę węchową z jądrem przyśrodkowo-grzbietowym wzgórza. Do wzgórza dochodzi jako część konaru dolnego wzgórza.
Nazwa eponimiczna upamiętnia niemieckiego anatoma Johanna Christiana Reila.